# اللات

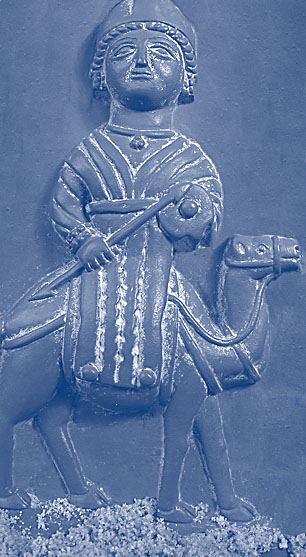
منحوتة حجرية لـ اللات وجدت في الطائف

اللات هي إلهة إنثوية عربية فيما قبل الإسلام، كانت تُعبد تحت مجموعات مختلفة في جميع أنحاء شبه الجزيرة العربية بأكملها، بما في ذلك مكة، حيث كانت تُشكل ثالوث إنثوي مع العزى ومناة، بجانب عبادة منات أخرى من بنات الله. كلمة اللات قد تستخدم للإشارة إلى آلهة مختلفة في الشرق الأدنى القديم، بما في ذلك الإلهة عشيرة.
تظهر عبادة اللات في النقوش العربية الجنوبية، لكنها كانت أكثر بروزًا في شمال شبه الجزيرة العربية والحجاز، ووصلت عبادتها إلى سوريا.  كثيرًا ما كان كتّاب الخط الصفوي يستشهدون باللات في نقوشهم. كما عبدها الأنباط وكانت مرتبطة بالعزي. وشهد حضور طائفتها في كل من تدمر والحضر. تحت التأثير اليوناني الروماني، بدأت أيقوناتها في إظهار سمات الإلهة اليونانية أثينا من الحرب، فضلا عن نظيرتها الرومانية مينيرفا.
وبحسب مصادر إسلامية، فإن قبيلة بني ثقيف بالطائف تبجلها بشكل خاص. في التقاليد الإسلامية، انتهت عبادتها عندما هُدم معبدها في الطائف بأمر من نبي الإسلام محمد.

## أصل الكلمة
- قيل: اللاتُ: يجوز أن يكون من لاتَه يَلِيتُه إذا صرفه عن الشيء كأنهم يريدون أنه يصرف عنهم الشرّ. قيل: هي مشتقة من لويت الشيء إذا أقمت عليه.
- قيل: أصلها لَوْهة فعلة من لاهَ السراب يلوهُ إذا لمع وبَرق وقُلبت الواو ألفًا لسكونها وانفتاح ماقبلها وحذفوا الهاء لكثرة الاستعمال واستثقال الجمع بين هاءين.
- قيل: اللات هي مؤنث اسم (الله)، وقد كانت تعرف في عهد هيرودوت باسم: أليتا، ويذكر هيرودوت بأنها كانت الزهرة السماوية.

## تعريف
و اللات هو وثن  كانت تعبده ثقيف فورد أنها صخرة كان يجلس عليها رجل كان يبيع السمن واللبن للحجاج في الزمن الأول، وقيل إن اللات كان يَلتّ له السويقَ للحج على صخرة معروفة تسمى صخرة اللاتّ وكان اللاتّ رجلا من ثقيف، فلما مات قال لهم عمرو بن لحيّ: لم يمت ولكن دخل في الصخرة.
ويعتقد البعض أنها آلهة أنثى (كما يتضح من اسمها) وأنها كانت ربة السماء، التي عبدتها الشعوب السورية نتيجة ترحل العرب الأنباط[ ؟ ] الذي أخذوا معهم أربابهم إلى المواطن التي حلوا فيها.
ولكن روى عن اللات البخاري في صحيحه: عن ابن عباس رضي الله عنهما، في قوله: {اللات والعزى} كان اللات رجلاً يلت سويق الحاج.
يعني يعجن العجين للحجاج وهي كلمة عربية يستخدمها أهل البادية. فـ «السويق» هو العجين، ولت السويق هو خلطه بالسمن وعجنه. فالظاهر أن «اللات» كان رجلًا محسنا يعجن العجين للحجاج ويطعمهم إكراما لهم، فلما مات عظموه وعكفوا على قبره ثم جعلوه إلهًا. وقد قيل إن اسم هذا الرجل «صرمة بن غنم».
وروى ابن أبي حاتم عن ابن عباس: (كان يلت السويق على الحجر فلا يشرب منه أحد إلا سمن فعبدوه)
وروى سعيد بن منصور والفاكهي عن مجاهد: (كان اللات رجلاً في الجاهلية وكان له غنم فكان يسلو من رسلها ويأخذ من زبيب الطائف والاقط فيجعل منه حيساً ويطعم من يمر من الناس فلما مات عبدوه وقالوا هو اللات. وكان يقرأ اللات مشددة).

## المظهر والاعتقاد
كانت اللات معروفة عند معظم الشعوب التي سكنت شمال جزيرة العرب وانتقلت عبادتها إلى عرب مكة بسبب رحلات التجارة (رحلة الشتاء والصيف) التي كان يقوم بها تجار مكة، وعبادتها أحدث من عبادة الآلهة مناة
- في الحجاز: كانت اللات عند العرب على شكل صخرة بيضاء مربعة منقوشة، ويقال أن تلك الصخرة كانت نيزكا هوى إلى الأرض أو حجرا بركانيا. وكانت مرتبطة بالسماء والشمس والصيف وكان العرب يقولون أن اللات والعزى بنات الله، وأن الله يتصيف باللات لبرد الطائف ويشتو بالعزى لحر تهامة.
- عند الأنباط[ ؟ ]: كانوا يسمونها «اللت» كما ورد في النصوص النبطية التي وجدت في تدمر وصلخد والحجر وكانت ربة البيت. وقد ورد أن ابن الملكة الزباء من زوجها أذينة[ ؟ ] كان اسمه وهب اللات. ويظن أنهم رمزوا لها بالزهرة السماوية
- عند الآشوريين: عندما دخلت عبادة اللات إلى سوريا قرنوها بحدد إله المطر

## طقوس العبادة
كان للات بيت مشيد في الطائف تسير العرب إليه ويضاهي أهل الطائف به الكعبة، وكانوا يسمونه بيت الربة. وكان له كسوة وحَجَبَة . وكانت السدانة لآل أبي العاص بن أبي يسار بن مالك ولبني عتّاب بن مالك، وكلاهما أسرتان ثريتان من ثقيف. وكان للات أيضا واديا يدعونه حَرَم الربة لا يُقطع شجره ولا يصاد حيوانه ومن دخله فهو آمن.
و كانت العرب تعظم اللات ويتقربون إليها وكان الثقفيون إذا قدموا من سفر ساروا إلى اللات ليقدموا شكرهم لها.
و كان تحت صخرة اللات حفرة حفظت فيها القرابين والهدايا والأموال التي قُدمت لها وكان العرب يسمون كل حفرة لوضع الهدايا والقرابين «الغبغب». وكانت الهدايا تختلف من حلي وثياب ونفائس أخرى، وكانت طريقة التقديم أن يعلقوا ما قدروا على تعليقه عليها، والباقي يعطونه للسدنة، وأبرز ما كان يعلق عليها القلائد والسيوف، وهي عادة عند العرب عامة مع جميع آلهتهم وليست عبادة مختصة باللات.
و كانوا يحلفون باللات أيضا وغالبا ما يعطفون على العزى أثناء القسم فيقولون «و اللات والعزى» أو كما في شعر أوس بن حجر:
وأثناء الحروب، كان الجيش يحمل اللات في قبة وينصب لها بيتا في معسكره وذلك لدفع المقاتلين للصمود ولبث الشجاعة في نفوسهم، وقد حملت قريش اللات والعزى في معركة أحد.
والموضع الذي كانت اللات تعبد فيه هو الآن داخل مسجد. وكان نصبها موجودا في موضع المنارة اليسرى من مسجد الطائف. وكانوا يعبدونها أيضا بمواضع أخرى مثل نخلة عند سوق عكاظ، وعبدوها عند الكعبة. وكان لها معابد أخرى في الحجاز وغير الحجاز ولها معبد أيضا يقع في الحي الغربي من مدينة تدمر، ويعود تواجده فيها إلى القرن الثاني الميلادي.

## ما بعد الإسلام

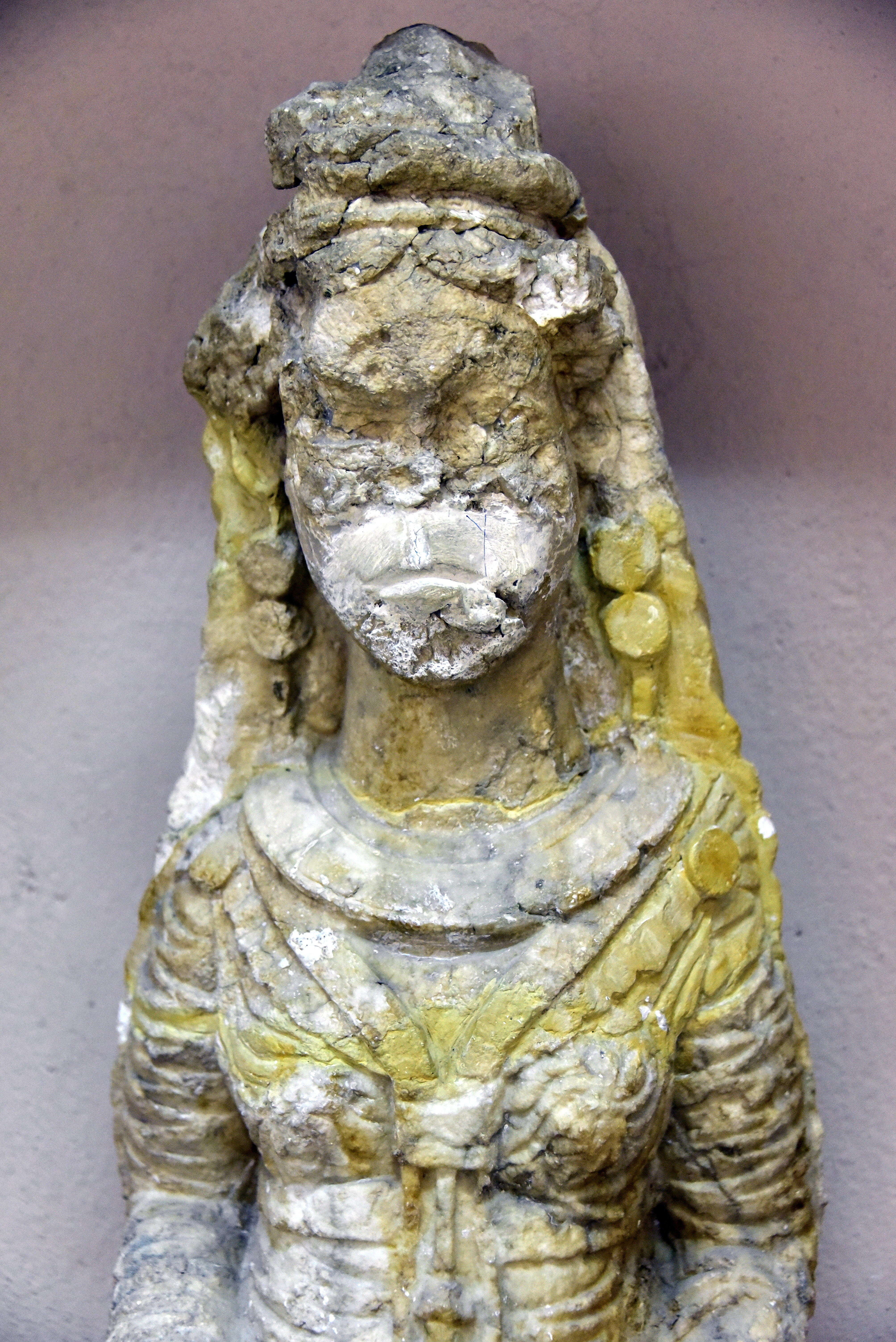
تمثال للإلهة أو المعبود العربي المتوج على العرش، ربما اللات، من الحضر، العراق. من القرن الثاني إلى القرن الثالث الميلادي. متحف السليمانية، العراق.

حينما جاء النبي محمد بن عبد الله بدعوة التوحيد دعا إلى نبذ عبادة الأصنام إلى أن توفى، وقد ساعد أتباع النبي محمد بن عبد الله في نشر تلك الدعوة كما ورد من خلال حوار طلحة مع أبي بكر بحيث دعا طلحة أبا بكر إلى عبادة اللات والعزى، فسأله أبوبكر: «و من هن؟» فأجاب طلحة بأنهن «بنات الله»، ثم سأله أبو بكر: «ومن أمهن؟» فلم يجد طلحة جوابا ولا أصحابه، فأعلن إسلامه. .
و قد ذكر القرآن هذه الحالة قائلا {أَفَرَأَيْتُمُ اللاتَ وَالْعُزَّى (19)وَ مَنَاةَ الثَّالِثَةَ الأَخْرَى (20)أَلَكُمُ الذَّكَرُ ولَهُ الْأُنثَى} (النجم:19-21)، بحيث اعتبر القرآن هذه القسمة غير عادلة كون قريش قد جعلت لنفسها ذكورا في حين جعلوا لله بناتًا.

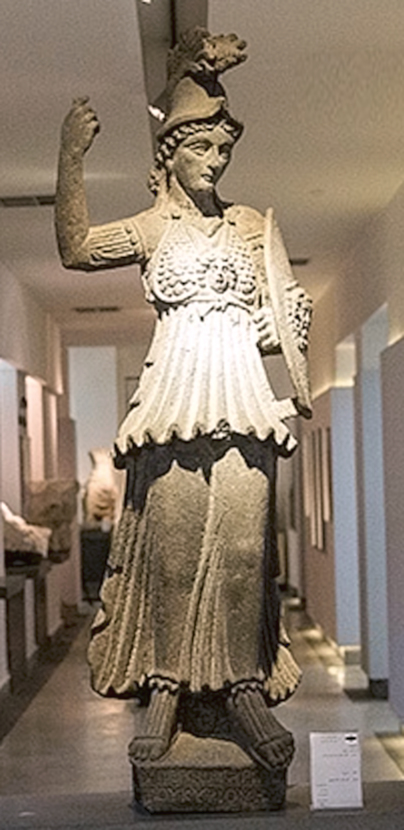
آلات منيرفا، متحف دمشق.

و قد دعا محمد بن عبد الله إلى توحيد الله وتعظيمه، وهجر غيره من الآلهة كما يتبين من النص القرآني التالي: {وَلا تَجْعَلُوا مَعَ الله إِلَهًا آخَرَ إِنِّي لَكُم مِّنْهُ نَذِيرٌ مُّبِينٌ}.(الذاريات:51)
و كان أهل قريش من غير المسلمين يرفضون تهميش آلهتهم، فجافوه وخالفوه في دعواه. ولقد قرأ النبي محمد القرآن على قريش، فقرأ: {أفرأيتم اللات والعزى؛ ومناة الثالثة الأخرى} حتى قوله تعالى في آخر السورة {فاسجدوا لله واعبدوا} فسجد النبي وسجد القرشيون معه تعظيمًا لله. فلما انتشر الخبر عند العرب، وادعى بعضهم أن قريشًا تركت دين الآباء واتبعت محمدًا، أنكر القرشيون ذلك، ثم قالوا أنهم سجدوا لما سمعوه من ذكر آلهتهم.
و قد ورد ذكر اللات أيضا بعد هزيمة أهل الطائف في غزوة حنين عندما ذكرتها إحدى نساء المسلمين في قصيدة فقالت:
فلما فتح النبي محمد مكة، أرسل المغيرة بن شعبة وأبي سفيان إلى بيت اللات في الطائف، فلما وصلوا أراد المغيرة بن شعبة أن يقدم أبا سفيان، فأبى ذلك أبو سفيان عليه، وقال: «ادخل أنت على قومك» وأقام أبو سفيان بماله بذي الهدم، فلما دخل المغيرة بن شعبة علاها يضربها بالمعول، وفي رواية أن أبا سفيان لم يقم بذي الهدم إنما دخل مع المغيرة وشهد هدم اللات وكان ينظر للمغيرة وهو يضربها بالمعول ويقول: «واها لك ! آها لك !». وقام قوم المغيرة دونه بنو معتب خشية أن يرمى أو يصاب كما أصيب عروة؛ فأحرق بيت اللات وقوض حجارته والناس ينظرون في فزع خائفين أن تنتقم ربتهم، وخرجن النساء حاسرات رؤوسهن يبكين عليه ويقلن شعرا:
ألا ابكين دُفّاع *** أسلمها الرُّضاع.
لم يُحسنوا المِصَاع.
فلما انتهى الهدم ولم يحدث شيء أخذ المغيرة المال والحلي من ذهب وجزع وأعطاه لأبي سفيان.[بحاجة لمصدر]
و في ذلك يقول شداد بن عارض الجشمي حين هدم بيت اللات وحرق ينهى ثقيفا من العودة إليها والغضب لها
ولقد تنبأ النبي محمد بأن تعود عبادة اللات والعزى ثانية. فقد روى مسلم في صحيحه: («لا يذهب الليل والنهار حتى تعبد اللات والعزى». فقلت: يا رسول الله ! إن كنت لأظن حين أنزل الله: { هو الذي أرسل رسوله بالهدى ودين الحق ليظهره على الدين كله ولو كره المشركون } [ 9 / التوبة / 33 ] و[ 61 / الصف / 9 ] أن ذلك تاما قال: «إنه سيكون من ذلك ما شاء الله. ثم يبعث الله ريحا طيبة. فتوفى كل من في قلبه مثقال حبة خردل من إيمان. فيبقى من لا خير فيه. فيرجعون إلى دين آبائهم»).

## تاريخها
العرب قسمان:
- أصحاب الهياكل وهم عبدة الكواكب، إذ قالوا بإلهيتها.
- أصحاب الأشخاص وهم عبدة الأوثان، إذ سموها آلهة في مقابلة الآلهة السماوية، وقالوا هؤلاء شفعاؤنا عند الله، ومن عبد اللات من القسم الثاني. ففي رحلة عمرو بن لحيّ إلى الشام[ ؟ ]، رأى هناك قوما يعبدون الأصنام، فسألهم عنها، فقالوا: هذه أرباب اتخذناها على شكل الهياكل العلوية، والأشخاص البشرية، نستنصر بها فننصر، ونستسقي بها فنسقى، ونستشفي بها فنشفى، فأعجبه ذلك، وطلب منهم صنما من أصنامهم، فدفعوا إليه هبل.

## كتب
- كتاب الأصنام.

## وصلات خارجية
- http://www.probertencyclopaedia.com/D.HTM#AL-LAT
- http://www.alassrar.com/sub.asp?page1=study1&field=studies&id=52